# Klaas de Boer (onderwijzer)
Klaas de Boer (Hoogeveen, 15 april 1865 – Assen, 18 juli 1943) was onderwijzer in Drenthe.
Samen met Jan Veldkamp stelde hij de succesvolle liedbundel Kun je nog zingen, zing dan mee (1906) samen.

## Levensloop

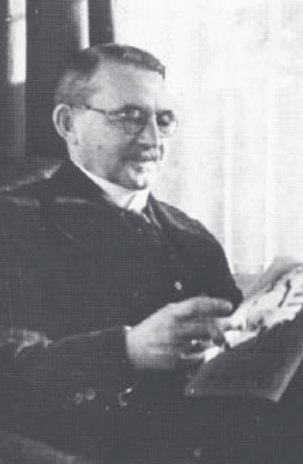
Klaas de Boer.

Klaas de Boer was de zoon van Jan de Boer en Henderkien Boer. Zijn vader was werkzaam als hoofd van een school.
Klaas de Boer trouwde in 1892 met Maria Hendrika Overbeek. Ze kregen drie zoons: Adolf Johan (die leraar werd), Jan Hendrik (die schoolhoofd zou worden) en Marinus Gustaaf (die belastinginspecteur werd). Zijn vrouw overleed in 1916 en hij hertrouwde in 1917 met Elizabeth Somer. Dit huwelijk bleef kinderloos.
De Boer werd onderwijzer en hoofd der openbare school in Vroomshoop (Overijssel) van 1892 tot 1910. Van 1910 tot 1930 was hij hoofd van de lagere school in Sleen (Drenthe). Hij overleed in 1943, in de leeftijd van 78 jaar.

## Het liedboekKun je nog zingen
De Boer leerde Jan Veldkamp hoogstwaarschijnlijk tijdens de kweekschool kennen. Samen stelden zij de liedbundel Kun je nog zingen, zing dan mee (1906) samen. Het bevat eigentijdse liedjes van Nederlandse tekstdichters en componisten. De bundel was bedoeld voor zowel op school als thuis en de doelgroep was van 8 tot 80 jaar.
Kun je nog zingen wordt beschouwd als het meest succesvolle liedboek van de twintigste eeuw. Het bleef de gehele eeuw in druk (41e druk in 1986) en in 1967 waren er ongeveer 600.000 exemplaren van verkocht - een ongekende oplage voor een liedboek.
Uit het succes van Kun je nog zingen vloeide een variant voort, beginnend met dezelfde titel: Kun je nog zingen, zing dan mee! Voor jonge kinderen (1912). Hierin namen Veldkamp en De Boer kinderliedjes op voor kinderen van ongeveer 4 tot 7 jaar. Dit kinderliedboek werd meerdere keren herdrukt.

## Uitgaven
- Kun je nog zingen, zing dan mee. Honderd algemeen bekende schoolliederen, samengesteld door J. Veldkamp en K. de Boer, met pianobegeleiding van P. Jonker. (1e druk 1906, 41e druk in 1986)
- Eenheid in den volkszang, samengesteld door J. Veldkamp en K. de Boer, 2 dln. (Noordhoff, Groningen, 1909)
- Kun je nog zingen, zing dan mee! Voor jonge kinderen, J. Veldkamp en K. de Boer (Noordhoff, Groningen, 1912)